# Hydroaérodrome de Tofino-Harbour
L'hydroaérodrome de Tofino-Harbour est un hydroaérodrome situé en Colombie-Britannique, au Canada.